# Amperna (Finnerödja socken, Västergötland)
Amperna är en sjö i Laxå kommun i Västergötland och ingår i Norrströms huvudavrinningsområde. Sjön har en area på 0,0919 kvadratkilometer och ligger 116 meter över havet.

## Delavrinningsområde
Amperna ingår i det delavrinningsområde (653816-142636) som SMHI kallar för Utloppet av Borasjön. Medelhöjden är 138 meter över havet och ytan är 49,94 kvadratkilometer. Räknas de 5 avrinningsområdena uppströms in blir den ackumulerade arean 84,48 kvadratkilometer. Svartån som avvattnar avrinningsområdet har biflödesordning 2, vilket innebär att vattnet flödar genom totalt 2 vattendrag innan det når havet efter 281 kilometer. Avrinningsområdet består mestadels av skog (75 procent). Avrinningsområdet har 4,29 kvadratkilometer vattenytor vilket ger det en sjöprocent på 8,6 procent.